# قطعنامه ۱۵۶ شورای امنیت
قطعنامه ۱۵۶ شورای امنیت سازمان ملل متحد که در تاریخ ۰۹ سپتامبر ۱۹۶۰ تصویب شد، سندی بین‌المللی دربارهٔ سؤال مربوط به جمهوری دومینیکن است. این قطعنامه طی نشست ۸۹۵ام با ۹ موافق، ۰ مخالف و ۲ ممتنع تصویب شد.